# Stirlingův motor

Stirlingův motor typu Alfa. Má dva válce. Expanzní válec (červený) je ohříván na vysokou teplotu. Kompresní válec (modrý) je chlazen. Potrubí spojující oba válce obsahuje regenerátor

Stirlingův motor typu Beta. Má jen jeden válec na jednom konci teplý a na druhém studený. Přehaněč, který není ve válci umístěn těsně, přesunuje pracovní plyn mezi teplým a studeným koncem válce. Pracovní píst na konci válce pohání pomocí klikového mechanizmu setrvačník

Stirlingův motor je tepelný stroj, spalovací motor s vnějším spalováním,  pracující s cyklickým stlačováním a expanzí vzduchu nebo jiného pracovního plynu. Stlačováním při nízké teplotě pracovního plynu a expanzí při vysoké teplotě pracovního plynu probíhá transformace tepelné energie na mechanickou práci. Jde o motor s uzavřeným oběhem, s regenerativním ohřevem a se stálou náplní pracovního plynu. Uzavřený pracovní cyklus je definován jako termodynamický systém, ve kterém se s okolím nevyměňuje pracovní plyn, ale jen tepelná energie. Výměna tepla s okolím probíhá přes tepelné výměníky ohřívače a chladiče. Regenerátor je tepelný výměník, který uschovává tepelnou energii v době mezi expanzí a kompresí pracovního plynu. Regenerátor odlišuje Stirlingův motor od ostatních horkovzdušných motorů.
Byl vynalezen v roce 1816 jako konkurence parního stroje. Jeho praktické použití bylo omezeno na nízkovýkonné domácí nasazení.
Stirlingův motor je významný pro svou vysokou účinnost v porovnání s parním strojem. Stirlingovy motory jsou schopny dosáhnout 40% účinnosti, mají tichý chod a umějí využít téměř libovolný zdroj tepla. V současnosti zvyšuje jejich význam možnost použití alternativních a obnovitelných zdrojů energie, zvláště v případě použití motoru pro mikrokogeneraci.

## Jméno a zařazení
Robert Stirling byl skotský vynálezce prvního teplovzdušného motoru s uzavřeným cyklem; vynalezl ho v roce 1816. Aby se všechny takové stroje nazývaly Stirlingovy stroje, navrhl jako první Fleeming Jenkin v roce 1884. Tento návrh pojmenování se neujal okamžitě a různé typy strojů se nazývaly podle svých konstruktérů a výrobců. Například Ridersovy, Robinsonovy nebo Henriciho vzduchové motory. Ve čtyřicátých letech dvacátého století firma Philips hledala vhodné jméno pro svou verzi vzduchového motoru, který byl v té době testován s jiným pracovním plynem. V dubnu 1945 bylo vybráno jméno 'Stirlingův motor', které bylo použitelné bez omezení.
Stejně jako parní stroj se Stirlingův motor tradičně řadí mezi motory s vnějším spalováním, protože se všechno teplo do pracovní látky nebo z ní přenáší přes pevné stěny tepelných výměníků. Tím je spalovací proces a škodliviny, které při tom mohou vzniknout, izolován od pracovních částí stroje. To je rozdíl od spalovacího motoru, kde teplo vzniká spalováním paliva v pracovním plynu uvnitř stroje. Existuje mnoho možných provedení Stirlingova motoru, většina z nich spadá do kategorie pístových motorů.

## Popis funkce
Stroj je navržen tak, že pracovní plyn se obvykle stlačuje ve studené části stroje a expanduje v teplé části. Tím se mění tepelná energie na mechanickou práci. Vnitřní výměník tepla - regenerátor - zvětšuje tepelnou účinnost stroje oproti teplovzdušným strojům bez regenerátoru.

### Hlavní části
1. Růžová – Teplý konec válce
2. Tmavě šedá – Studený konec válce
3. Žlutá – Vstup a výstup chladicí kapaliny
4. Tmavě zelená – Tepelná izolace oddělující teplý a studený konec válce.
5. Světle zelená – Píst přehaněče
6. Tmavě modrá – Pracovní píst
7. Světle modrá – Vazba kliky a setrvačníku

Schéma Stirlingova motoru konfigurace beta s rombickým mechanismem:
Nejsou zobrazeny zdroj tepla a odvod tepla. Píst přehaněče je zde zobrazen bez regenerátoru jehož použití je obvyklé.

Jako důsledek uzavřeného pracovního cyklu musí být všechno teplo pohánějící Stirlingův motor vedeno ze zdroje tepla do pracovního plynu přes výměník tepla ohřívače a následně musí být teplo odváděno z pracovního plynu přes výměník tepla chladiče.

#### Zdroj tepla

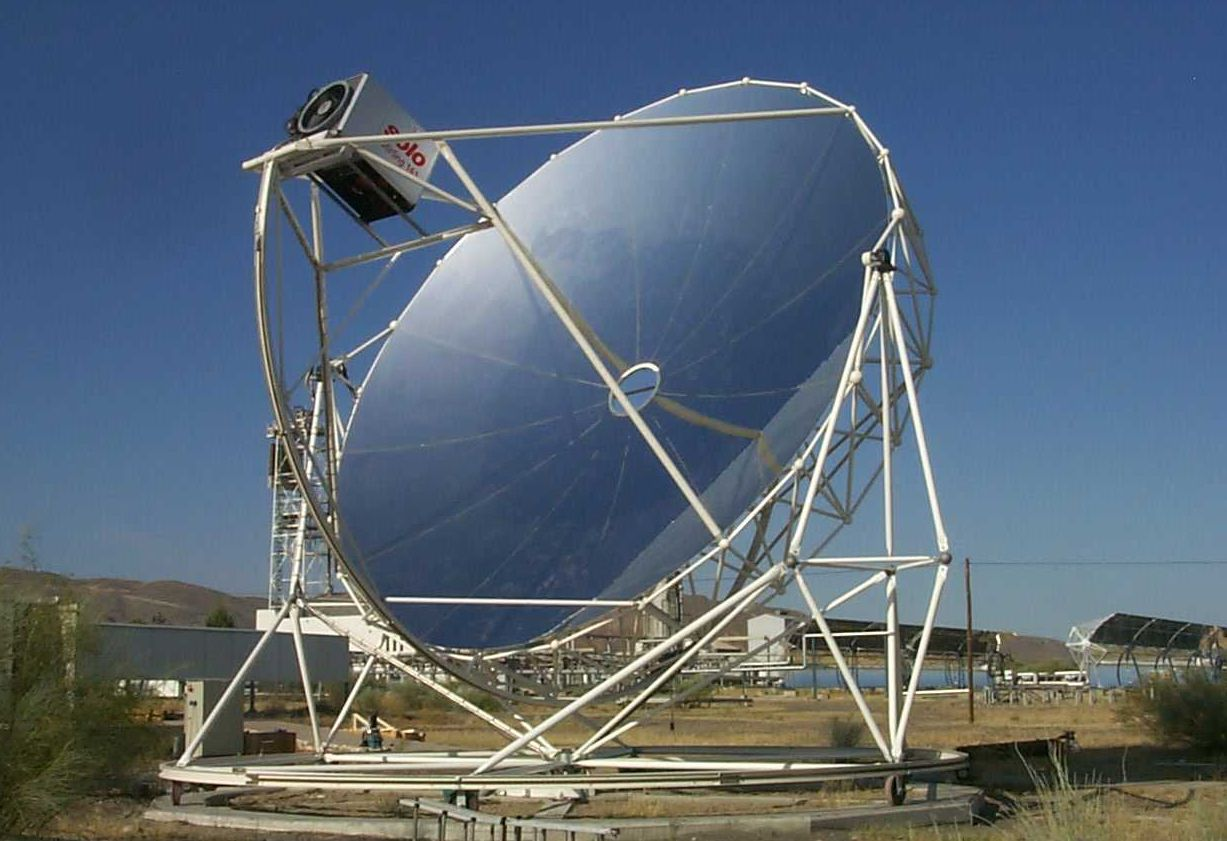
Parabolické zrcadlo se Stirlingovým motorem v ohnisku a mechanikou pro sledování slunce v Plataforma Solar de Almería (PSA) ve Španělsku

Zdrojem tepla může být spalování paliva. Protože produkty spalování nepřicházejí do styku s pracovním plynem a tedy ani s vnitřními částmi stroje, může Stirlingův motor pracovat i s takovými palivy, která by mohla jiné typy strojů poškodit, jako například skládkovými plyny s obsahem siloxanu. Jiné výhodné zdroje tepla mohou být solární energie, geotermální energie, jaderná energie, odpadní teplo z technologických procesů nebo bioenergie. Při využití sluneční energie je pro dosažení vysoké pracovní teploty výhodné koncentrovat sluneční záření pomocí zrcadel nebo Fresnelových čoček. Při využívání obnovitelné energie se stále více prosazují právě sluneční kolektory se Stirlingovým motorem 

#### Ohřívač / výměník teplé strany
V malých, málo výkonných motorech, může být ohřívač jednoduše zastoupen stěnou teplého prostoru. Stroje s větším výkonem vyžadují velkou plochu výměníků pro zajištění dostatečného přenosu tepla do pracovního plynu. Obvykle se používají buď vnitřní a vnější žebra, nebo mnoho malých trubic.
Při návrhu tepelného výměníku Stirlingova stroje je třeba nalézt kompromis mezi velkou plochou pro zajištění vysokého tepelného přenosu s malými tlakovými ztrátami a malým mrtvým prostorem (vnitřní prostor nevyužitý pro zdvih pístů). Ve strojích pracujících při vysokých výkonech a tlacích musí být tepelný výměník vyroben z materiálu, který dostatečně odolává mechanickému napětí, teplotě, korozi a deformaci.

#### Regenerátor
Regenerátor ve Stirlingově motoru je vnitřní tepelný výměník a dočasný zásobník tepla umístěný mezi teplým a studeným prostorem tak, že pracovní plyn přes něj prochází střídavě v jednom a druhém směru. Jeho funkcí je uchovat v systému teplo, které by jinak bylo vyměněno s okolím na teplotě mezi maximální a minimální teplotou oběhu. Uchování tohoto tepla v systému umožňuje přiblížit účinnost Stirlingova motoru k účinnosti Carnotova cyklu definovanou maximální a minimální teplotou cyklu.
Regenerátor je ve Stirlingově stroji proto, že zvětšuje tepelnou účinnost 'recyklací' vnitřního tepla, které by jinak prošlo přes stroj nevratně. Tím lze zvýšit výkon motoru při stejné konstrukci chladiče a ohřívače, které nejčastěji omezují průchod tepla strojem. V praxi se tento přídavný výkon nedaří zcela využít kvůli zvětšenému mrtvému prostoru a tlakovým ztrátám, které jsou neoddělitelně spjaty s prakticky realizovatelným regenerátorem. Tyto ztráty tedy omezují dosažitelné zvětšení účinnosti stroje regenerátorem.
Při konstrukci regenerátoru Stirlingova stroje je cílem dosáhnout dostatečný tepelný výkon a kapacitu při minimálním přidaném objemu (mrtvý prostor) a odporu proudění. Tyto dva protichůdné požadavky tvoří konstrukční konflikt, jenž je jednou z mnoha příčin, které omezují účinnost prakticky realizovatelného Stirlingova stroje. Typickou konstrukcí je nádrž naplněná jemnými dráty nebo síťkou s nízkou pórovitostí pro redukci mrtvého prostoru a s dráty kolmo na osu proudění, aby se snížila tepelná vodivost a zvětšil přenos tepla konvekcí.
Regenerátor (vymyšlený Robertem Stirlingem) je hlavním přínosem stroje a odlišuje skutečný Stirlingův stroj od ostatních strojů s uzavřeným oběhem (horkovzdušných motorů). Mnoho hraček a především typů s nízkou teplotní diferencí nemá jasně oddělený regenerátor a bylo by je možné zahrnout do horkovzdušných motorů. Přesto je zajištěna jistá regenerace tepla povrchem přehaněče a blízkou stěnou válce, nebo potrubím spojující teplý a studený válec u alfa konfigurace stroje.

#### Chladič / výměník studené strany
V malých strojích s malým výkonem může být chladič jednoduše tvořen stěnami studeného válce (objemu). Pak se teplo odvádí do okolního prostředí a chladná část tak dosahuje téměř teploty okolí. Pro dosažení vyššího výkonu je nutné zvýšit rozdíl teplot mezi částí ohřívanou a chladičem. Proto je zde často chladič tvořen výměníkem, který je ochlazován kapalinou, například vodou. Tato chladicí kapalina se při provozu motoru ohřívá, získané teplo je pak možno použít pro vytápění – tomuto způsobu provozu se říká kogenerace. Stirlingův motor však umí využít tepelného spádu tvořeného na teplé straně okolním vzduchem a na chladné straně ledovou vodou; studená strana je případně chlazena kryogenně.

#### Přehaněč
V Beta a Gama konfiguraci Stirlingova stroje se používá speciální píst zvaný přehaněč, který přesunuje pracovní plyn z teplého prostoru do studeného a naopak. V závislosti na konfiguraci stroje může být přehaněč umístěn ve stejném válci jako pracovní píst, nebo může mít vlastní válec. Přehaněč může být ve válci s vůlí a umožňovat tak pracovnímu plynu proudit kolem sebe, nebo může být utěsněn a přesunovat plyn přes výměníky a regenerátor.

### Konfigurace
Existují dva hlavní typy Stirlingových strojů. Jsou rozlišeny způsobem, kterým přesunují pracovní plyn mezi teplou a studenou stranou stroje.
1. Stroj s dvěma pracovními písty se nazývá alfa konfigurace. Má teplý a studený válec, každý se svým pístem. Pracovní plyn je přesunován z teplého válce do studeného a naopak.
2. Stroj s přehaněčem se nazývá beta nebo gama konfigurace. Používá oddělený mechanický přehaněč pro přesunování pracovního plynu z teplého prostoru do studeného a naopak. Přehaněč musí být dostatečně velký, aby zajistil účinnou izolaci teplého a studeného prostoru a přesunul dostatek pracovního plynu.

#### Alfa Stirling
Alfa Stirling má dva pracovní písty v oddělených válcích. Jeden je teplý a druhý studený. V teplém válci plyn expanduje při vysoké teplotě ohřívače. Ve studeném válci se plyn stlačuje při nízké teplotě chladiče. Tento typ má vysoký poměr výkonu k objemu, ale je zde technický problém s těsněním a mazáním teplého pístu při vysoké teplotě. V praxi má teplý píst velkou izolovanou hlavu, aby se oddálilo vedení a těsnění pístu od teplého prostoru; to však zvětšuje mrtvý prostor.

##### Činnost Alfa typu Stirlingova stroje
Následující obrázek nezobrazuje vnitřní tepelné výměníky v kompresním a expanzním objemu, které jsou nutné pro dosažení výkonu. Regenerátor může být umístěn v potrubí spojujícím válce. Klikový mechanismus byl také vynechán.
| 1. Většina pracovního plynu je v teplém válci v kontaktu s jeho horkými stěnami. Plyn se zahřívá, jeho tlak roste a teplý píst je tlačen od horké hlavy válce. Expanze poté pokračuje ve studeném válci jehož píst je 90° pozadu za teplým pístem v cyklu klikového mechanismu. Studený válec začíná odebírat teplo plynu, který sem proudí z horkého válce. | 2. Plyn má největší objem. Píst teplého válce začíná klesat. Plyn proudí do studeného válce, kde se ochladí a tím klesá jeho tlak.   |
| 3. Skoro všechen plyn je ve studeném válci a dále se ochlazuje. Studený píst hnaný klikovým mechanismem (nebo jiným párovým pístem na tom samém hřídeli) začíná stlačovat ochlazený pracovní plyn. Chladný plyn má menší tlak, ke stlačení proto stačí vykonat menší práci, než jaká se uvolnila při expanzi horkého plynu.                                  | 4. Plyn dosáhl minimálního objemu. Bude se v teplém válci ohřívat a expandovat. Přitom bude pohánět teplý píst při pracovním zdvihu. |
| Celý cyklus Stirlingova motoru typu Alfa | |

#### Beta Stirling
Beta modifikace Stirlingova motoru má jeden pracovní píst ve stejném válci jako přehaněč. Přehaněč má vůli kolem stěn válce a nedodává žádný výkon. Při svém pohybu přesouvá pracovní plyn z teplého prostou do studeného a naopak. Při přesunu na teplý konec válce plyn expanduje a tlačí na pracovní píst. Při přesunu na studený konec se plyn smrští
a setrvačnost stroje, obvykle setrvačník klikové hřídele, stlačí pracovním pístem plyn. Na rozdíl od Alfa modifikace se Beta typ vyhnul technickým problémům s těsněním a mazáním pístu v horkém prostoru.

##### Činnost Beta typu Stirlingova stroje
Následující obrázek nezobrazuje vnitřní tepelné výměníky a regenerátor, které mohou být umístěny na potrubí kolem přehaněče. Regenerátor může být také umístěn v pístu přehaněče.
| 1. Pracovní píst (tmavě šedý) stlačil plyn. Přehaněč (světle šedý) přesunul plyn na teplý konec válce. | 2. Ohřátý plyn zvětšil svůj tlak a zatlačil přehaněč na dno válce. Pracovní píst provedl pracovní zdvih. | 3. Přehaněč přesunul plyn na studený konec válce. | 4. Pracovní plyn je stlačován pracovním pístem poháněným setrvačníkem. Ke stlačení je potřeba méně energie, protože tlak v ochlazeném plynu klesne. |
| Cyklus Beta typu Stirlingova stroje                                                                    | |                                                   | |

#### Gama Stirling
Gama modifikace Stirlingova motoru je v principu stejná jako Beta s tím rozdílem, že pracovní píst je umístěn ve svém vlastním válci. Plyn může volně procházet mezi oběma válci. Tato modifikace má menší kompresní poměr, ale je mechanicky jednodušší. Často se používá při víceválcovém provedení stroje.

#### Jiné typy
Inženýři a vynálezci se stále zajímají i o jiné konfigurace Stirlingových strojů.
Hybrid mezi pístovou a rotační konfigurací je dvojčinný stroj. Má dva rotující přehaněče na obou stranách pracovního válce.

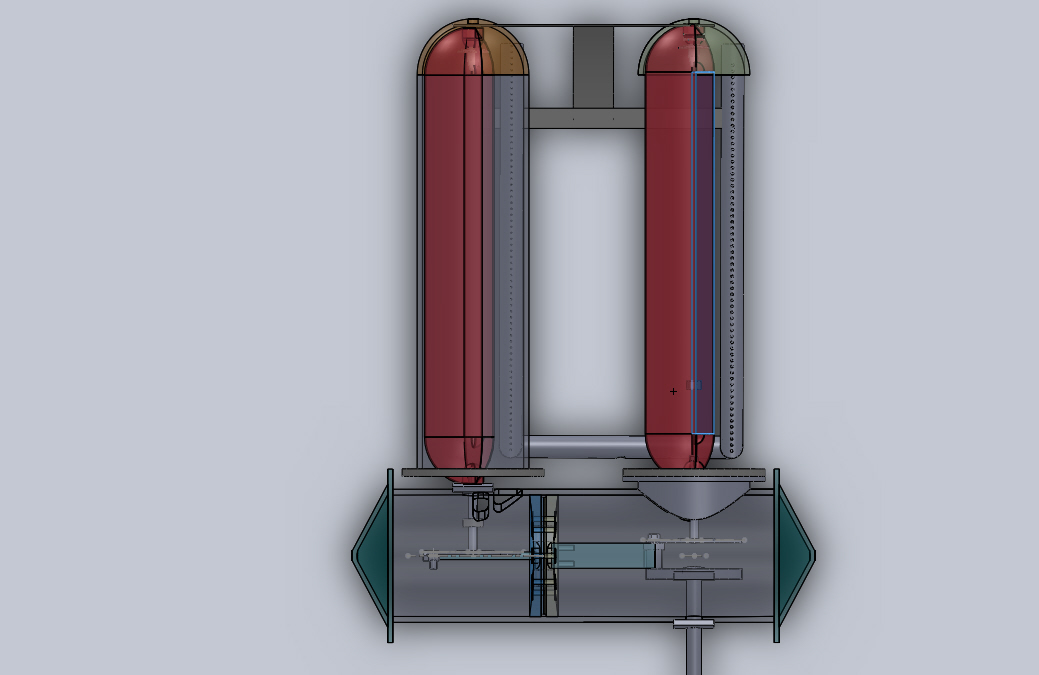
Horní pohled na dva rotační přehaněče napájející horizontální pracovní píst. Regenerátor a chladič nejsou pro jednoduchost zobrazeny

Rotační Stirlingovy stroje se snaží převést výkon ze Stirlingova cyklu přímo na točivý moment, podobně jako rotační spalovací motory. Žádný použitelný stroj nebyl dosud postaven. Bylo však vytvořeno spoustu návrhů, modelů a patentů. Například Motor Quasiturbine.
Jinou alternativou je Kapalinový motor (Kapalinové tepelné čerpadlo). Ten využívá hydraulický píst implementující Stirlingův cyklus. Práce produkovaná kapalinovým motorem je přímo využita pro čerpání kapaliny. V nejjednodušší formě motor obsahuje jen pracovní plyn, kapalinu a dva zpětné ventily.
Návrh Ringbomova motoru byl publikován v roce 1907. Nemá žádné rotační mechanismy ani propojení na přehaněč. Ten je poháněn malým pomocným pístem, obvykle tlustou tyčí přehaněče, která omezuje jeho pohyb na dorazech.
Dvouválcový Stirlingův motor s Rossovým vahadlem. Je to dvouválcový stroj s válci spojenými speciálním vahadlem. Konfigurace motoru s vahadlem byla vynalezena Andym Rossem.
Dvoučinný stroj je takový, kde jsou pro práci využity obě strany pístu. Jedno z nejjednodušších provedení dvoučinného stroje je Franchotův motor vynalezený v devatenáctém století. V dvou válcích má dva dvoučinné písty, které pracují jako dva samostatné stroje typu Alfa. V tomto stroji každý píst současně pracuje ve dvou fázích plynového oběhu. To vede k efektivnějšímu využití mechanických dílů, než u jednočinného stroje. Nevýhodou tohoto provedení je vedení pístní tyče pístu přes stěnu horkého válce. To je při vysokých teplotách krajně obtížné.

#### Stirlingův stroj s volnými písty

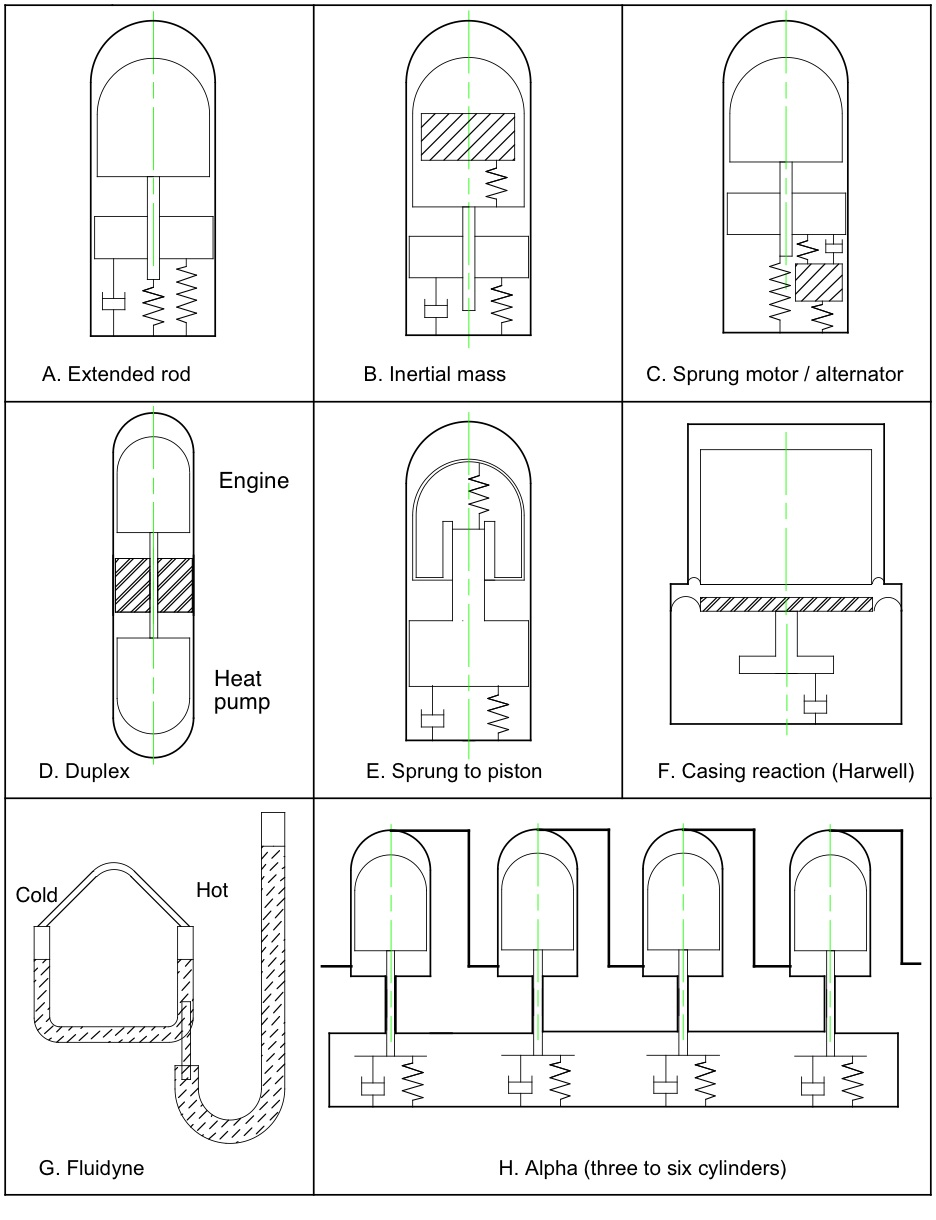
Různé konfigurace Stirlingových motorů s volnými písty... F. "Volný válec", G. "Kapalinový", H. "Dvojčinný (obvykle 4 válce)"

Mezi Stirlingovy stroje s volnými písty se řadí například ty s kapalinovými písty nebo s membránou místo pístu. V zařízení s volným pístem může být energie dodávána nebo odebírána lineárním elektrickým motorem nebo generátorem, lineárním čerpadlem nebo jiným lineárním zařízením. To odstraňuje použití klikového mechanismu a omezuje počet pohyblivých částí. Některé návrhy téměř odstraňují tření a opotřebení použitím plynových ložisek nebo velice přesných zavěšení pomocí planárních pružin.
Čtyři základní fáze termodynamického oběhu Stirlingových strojů s volnými písty:
1. Pracovní píst je vytlačován expandujícím plynem a tím koná práci. Gravitace se v této fázi neuplatňuje.
2. Objem plynu se ve stroji zvětšuje a proto klesá tlak. To je příčinou tlakové diference na tyči přehaněče, která žene přehaněč na teplý konec. Když se přehaněč pohybuje, pracovní píst téměř stojí a proto je objem plynu skoro konstantní. Plyn se ochlazuje. To vede při konstantním objemu ke snižování tlaku plynu.
3. Snížený tlak zastaví vytlačování pracovního pístu a obrátí jeho pohyb k teplému konci. Svojí setrvačností stlačuje studený plyn, který je nyní hlavně ve studeném části válce.
4. Jak se tlak zvětšuje, tlaková diference(??) na tyči přehaněče se obrátí a dosáhne takové velikosti, že přemístí přehaněč ke studenému konci a plyn do teplého prostoru při jeho téměř konstantním objemu. Plyn se ohřívá a tlak roste. Zvýšený tlak začíná vytlačovat pracovní píst a následuje fáze expanze, jak je popsána v bodu (1).

V šedesátých letech dvacátého století W. T. Beale vynalezl verzi Stirlingova motoru s volnými písty při snaze o překonání problémů s mazáním klikového mechanismu. Od té doby je vynález základního Stirlingova stoje s volnými písty připisován Bealeovi. Nezávisle na něm byly podobné typy navrženy E. H. Cooke-Yarboroughem and C. Westem z Harwellových laboratoří v UKAERE. G. M. Benson měl také důležité rané příspěvky a patentové přihlášky mnoha nových konfigurací stroje s volným pístem.
Jako první zmínka stroje se Stirlingovým oběhem a volně se pohybujícími částmi se jeví přihláška Britského patentu z roku 1876. Tento stroj byl zamýšlen jako lednička (obrácený Stirlingův cyklus). První zařízení prodávané jako spotřební zboží používající Stirlingův stroj s volnými písty byla přenosná lednička vyráběná Japonskou společností Twinbird Corporation v roce 2004.

##### Plochý Stirlingův motor

Řez plochým Stirlingovým motorem:
10. Teplý válec
11. Objem A Teplého válce
12. Objem B Teplého válce
17. Membrána Teplého pístu
18. Topné médium
19. Pístní tyč
20. Studený válec
21. Objem A studeného válce
22. Objem B studeného válce
27. Membrána studeného pístu
28. Chladicí médium
30. Pracovní válec
31. Objem A Pracovního válce
32. Objem B Pracovního válce
37. Membrána Pracovního pístu
41. Hmota regenerátoru objemu A
42. Hmota regenerátoru objemu B
48. Akumulátor tepla
50. Tepelná izolace
60. Generátor
63. Magnetický obvod
64. Elektrické vinutí
70. Kanál spojující Teplý a Pracovní válec

Návrh plochého dvojčinného Stirlingova motoru řeší pohon přehaněče rozdílnou plochou teplého a studeného pístu přehaněče. Obejde se tak bez dalších mechanických rozvodů. Použití membrán odstraňuje třecí plochy a použití mazadel. Zadržení pracovního pístu v krajní poloze generátorem, v době pohybu přehaněče, přibližuje pracovní cyklus motoru k ideálnímu Stirlingovu oběhu. Ploché provedení zvětšuje plochu tepelných výměníku v poměru k objemu stroje. Ploché provedení pracovního válce přibližuje tepelný děj při expanzi a kompresi k izotermickému. Nevýhodou je velká plocha tepelné izolace mezi teplým a studeným prostorem.

##### Termoakustický cyklus
Termoakustická zařízení se od Stirlingových motorů výrazně liší, ale každá individuální část pracovního plynu v termoakustickém zařízení sleduje skutečný Stirlingů cyklus.
Mezi tato zařízení se počítají termoakustický motor a termoakustickou ledničku. Akustické stojaté vlny s vysokým výkonem stlačují a expandují pracovní plyn podobně jako ve Stirlingově motoru pracovní píst, zatímco akustické postupné vlnění působí přesunování pracovního plynu podél teplotního gradientu podobně jako přehaněč Stirlingova motoru. Termoakustická zařízení tak nemají přehaněč, jaký je v Beta nebo Gama typech Stirlingova stroje.

## Historie

### Vynález a raný vývoj

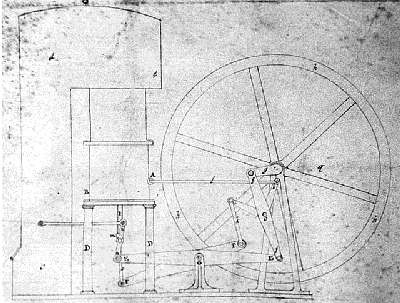
Ilustrace z patentové přihlášky horkovzdušného motoru Roberta Stirlinga z roku 1816, který začal být později známý jako Stirlingův motor

Stirlingův motor (v té době také nazývaný Stirlingův vzduchový motor) byl vynalezen a patentován Robertem Stirlingem v roce 1816. Předcházely ho dřívější pokusy o výrobu vzduchového motoru. Stirling pravděpodobně uvedl do provozu první horkovzdušný motor, když byl jím postavený stroj v roce 1818 využit k čerpání vody v lomu.
Nejdůležitější originální myšlenkou Stirlingova patentu byl tepelný výměník zvaný „Ekonomizér“ který zlepšoval spotřebu paliva v různých oblastech použití. Patent také do podrobností popisuje využití jedné formy ekonomizéru ve Stirlingově jedinečném návrhu horkovzdušného motoru s uzavřeným oběhem.
V tomto použití je nyní všeobecně známý jako „regenerátor“. Následný vývoj Roberta Stirlinga a jeho bratra Jamese, technika, vyústil v patenty různých vylepšených uspořádání původního stroje, včetně zvýšeného tlaku, který měl v roce 1843 dostatečně vysoký výkon, aby mohl hnát všechny stroje ve slévárně železa ve skotském městě Dundee. Třebaže to bylo zpochybňováno, je obecně předpokládáno, že stejně jako úsporou paliva, byl vynálezce motivován snahou vytvořit bezpečnější motor namísto parního stroje. Časté výbuchy kotlů parních strojů v té době zranily nebo zabily mnoho lidí.
Potřeba provozovat Stirlingův motor při vysoké teplotě pro dosažení maximálního výkonu a účinnosti vedla toho času k překračování limitů namáhání materiálu. Těch několik motorů, které byly postaveny v této rané době, trpělo nepřijatelně častými poruchami (ačkoli s daleko menšími následky než při výbuchu kotle). Například stroj ve slévárně v Dundee byl nahrazen parním strojem, když ve čtyřech letech potřetí praskl horký válec.

### Konec devatenáctého století

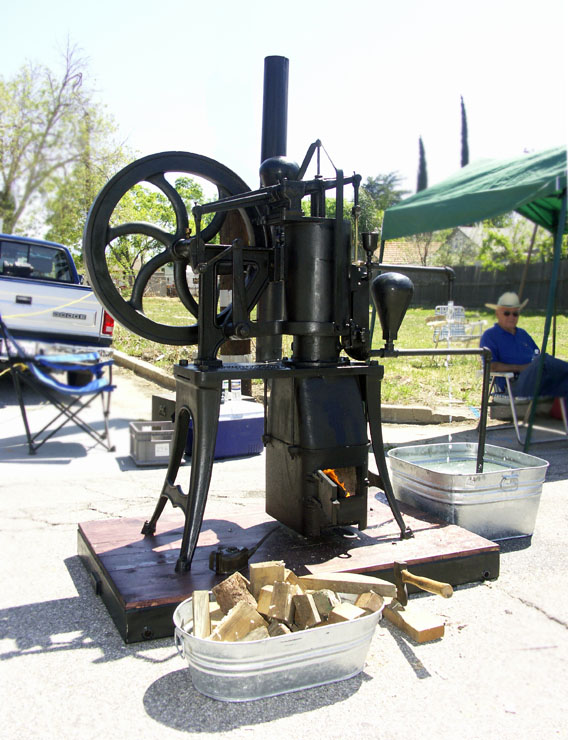
Typický motor vodního čerpadla přelomu devatenáctého a dvacátého století vyrobený v "Rider-Ericsson Engine Company"

Po zprávách o poruchách motoru ve slévárně v Dundee nejsou žádné záznamy, že by se bratři Stirlingovi dále účastnili vývoje teplovzdušných motorů. Stirlingův motor již nesoutěžil s parním strojem jako zdroj síly pro průmysl (parní kotle se staly bezpečnější a parní stroje účinnější a tak představovaly menší cíl pro konkurenci). Nicméně asi od roku 1860 byly ve významném počtu vyráběny menší teplovzdušné Stirlingovy stroje pro takové aplikace, kde byl potřeba dostupný zdroj malého nebo středního výkonu, například pro čerpání vody nebo stlačování vzduchu pro varhany v kostele. Tyto motory pracovaly na nižší teplotě, takže nekladly takové nároky na dostupné materiály, třebaže relativně nebyly tak účinné. Ale jejich obchodní výhoda byla v tom, že na rozdíl od parních strojů mohly pracovat bezpečně při obsluze kýmkoliv, kdo byl schopen zacházet s ohněm. Katalog firmy Rider-Ericsson Engine Co. z roku 1906 zaručuje, že jakýkoliv domácí nebo zahradník může obsluhovat tento motor a není potřeba žádný diplomovaný nebo zkušený technik. Pár typů zůstalo ve výrobě i po začátku dvacátého století, ale mimo několika málo mechanických zlepšení se v této době konstrukce Stirlingova stroje v zásadě nevyvíjela.

### Vzkříšení ve dvacátém století
Začátkem dvacátého století byl Stirlingův motor v roli domácího motoru postupně nahrazen elektromotorem a malým spalovacím motorem. Před třicátými léty dvacátého století byly Stirlingovy motory skoro zapomenuty a vyráběly se jen jako hračky a jako pohon malých ventilátorů.
V tom čase firma Philips hledala možnosti obchodní expanze pro jimi vyráběné radiopřijímače v těch částech světa, kde nebyl zaveden elektrický proud a dostupnost baterií byla nejistá. Vedení společnosti rozhodlo, že nabídne přenosný generátor s malým výkonem, který umožní takový odbyt. Pověřilo skupinu techniků ve výzkumné laboratoři společnosti v Eindhovenu, ať vyhodnotí alternativní cesty k dosažení tohoto záměru. Po systematickém průzkumu různých motorů se tým rozhodl dále pokračovat se Stirlingovým motorem. Ocenili u něho zvláště tichý chod, nízké rušení rádiových frekvencí a schopnost pracovat s různými zdroji tepla (upřednostněn byl obyčejný olej do lamp - "levný a kdekoli dostupný"). Byli si také vědomi, že na rozdíl od parního stroje a spalovacího motoru nebyl na tomto poli mnoho roků podniknut žádný faktický vývoj. Usoudili proto, že moderní materiály a know-how by dovolily velké zlepšení.
V roce 1951 byla připravena do výroby 180/200W generátorová sada označená MP1002CA (známá jako „Bungalov set“). Bylo naplánováno vyrobit první sérii o 250 kusech, ale brzy bylo jasné, že nemohou být vyrobeny v přijatelné ceně v době nástupu tranzistorových přijímačů s jejich minimální spotřebou. Tím zanikl původní důvod pro jejich výrobu, přesto bylo vyrobeno přibližně 150 těchto sad. Některé si našly cestu na univerzity a technické fakulty v celém světě
a daly tak generacím studentů hodnotný úvod do problematiky Stirlingova motoru.
Souběžně se sadou MP1002CA vyvinul Philips experimentální Stirlingův motor pro širokou řadu použití a pokračoval na tomto poli vývoje do konce sedmdesátých let. Obchodního úspěchu ale dosáhl jen s "Reverzním Stirlingovým strojem" – kryogenickým chladicím strojem. Přesto dosáhl mnoha patentů a shromáždil mnoho hodnotných informací, které licencoval jiným společnostem a které tvořily základ mnoha vývojových prací v moderní době.

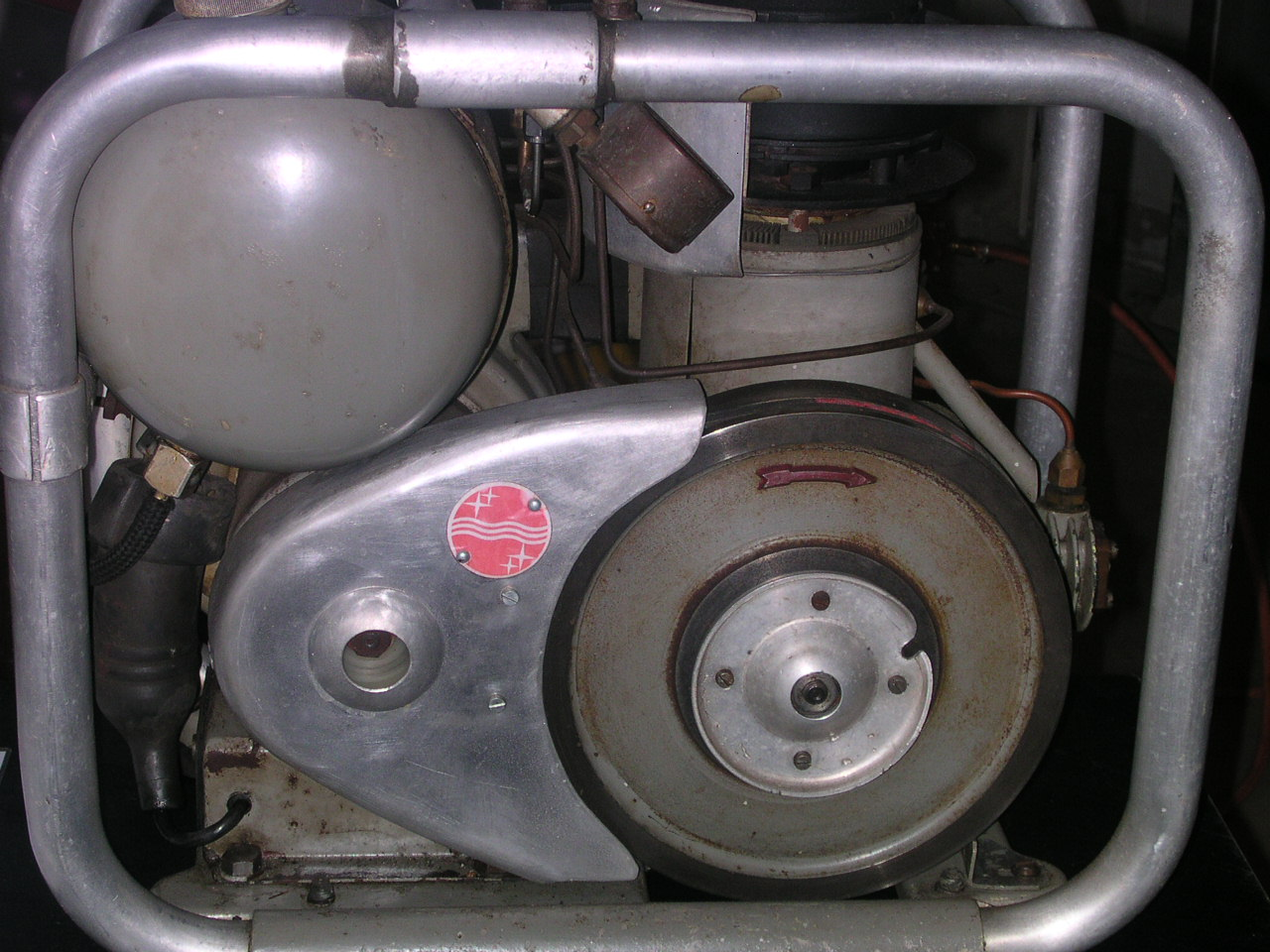
Philips MP1002CA Stirlingův generátor z roku 1951

### Další vývoj
V roce 1986 začala společnost Infinia s vývojem vysoce spolehlivého pulsního Stirlingova motoru s volným pístem a současně termoakustického chladiče používajícího obdobnou technologii. Zveřejněný návrh používal pružinová ložiska a jako pracovní plyn helium v hermeticky uzavřené nádobě pro dosažení testované spolehlivosti překračující 20 let. Do roku 2010 společnost shromáždila více než 30 patentů a vyvinula mnoho komerčních produktů pro kombinované topení a chlazení a pro výrobu elektřiny ze slunečního záření. V poslední době uvažuje NASA o využití Stirlingova motoru ohřívaného radioaktivním rozpadem pro generování elektrické energie na kosmických sondách, které budou zkoumat vnější oblasti sluneční soustavy.

## Teorie

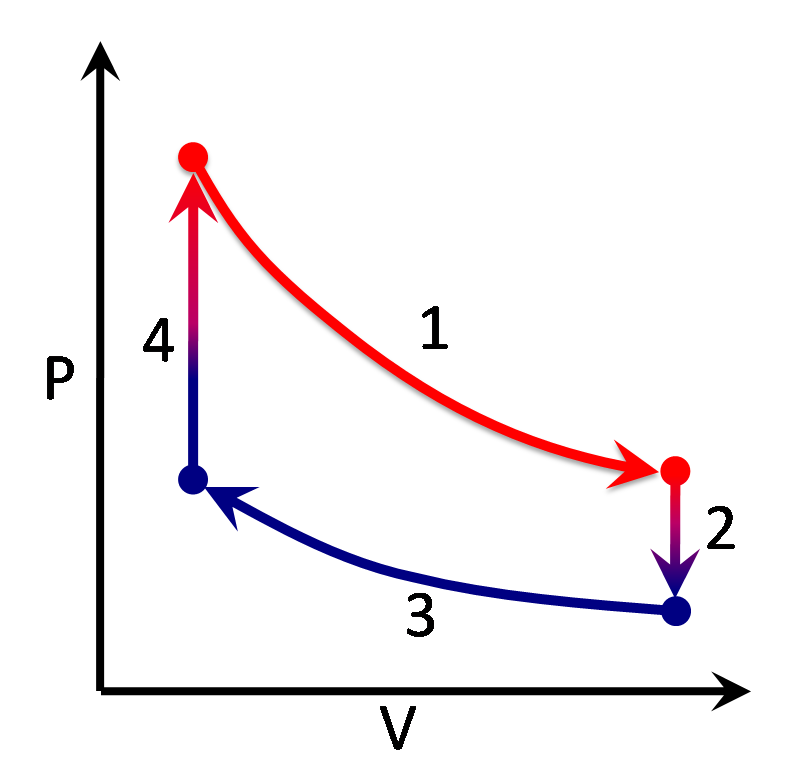
Graf závislosti tlaku na objemu ideálního Stirlingova oběhu

Ideální Stirlingův oběh sestává ze čtyř termodynamických dějů probíhajících v pracovní plynu.
- Izotermická expanze probíhá při konstantní teplotě. Expanzní prostor a připojený výměník tepla (ohřívač) je udržován na konstantní vysoké teplotě. V pracovním plynu probíhá téměř izotermická expanze a plyn přijímá teplo z tepelného zdroje.
- Izochorické chlazení probíhá při konstantním objemu. Pracovní plyn protéká přes regenerátor z teplého prostoru do studeného. V regenerátoru je plyn ochlazován a odevzdává teplo do jeho hmoty. Toto teplo bude využito v dalším cyklu ohřevu.
- Izotermická komprese probíhá při konstantní teplotě. Kompresní prostor a výměník tepla (chladič) je udržován na konstantní nízké teplotě. V pracovním plynu probíhá téměř izotermická komprese a plyn odevzdává teplo do chladicího media.
- Izochorický ohřev probíhá při konstantním objemu. Pracovní plyn protéká přes regenerátor z chladného prostoru do teplého. V regenerátoru je plyn ohříván a odebírá teplo z jeho hmoty. Toto teplo tam bylo odevzdáno v předcházejícím cyklu chlazení.

Teoretická termodynamická účinnost je rovna účinnosti v teoretickém Carnotově cyklu. Ten určuje nejvyšší dosažitelnou účinnost jakýmkoliv tepelným strojem. Jakkoliv je to užitečné pro ilustraci základních principů, učebnicové příklady termodynamických cyklů jen vzdáleně představují skutečný oběh uvnitř reálného Stirlingova stroje a měly by být považovány pouze za počáteční bod analýzy. To, že jsou bez rozmyslu užívány v mnoha standardních knihách technické termodynamiky, je špatnou službou pro studium Stirlingových motorů všeobecně.
Účinnost skutečných strojů je snižována ze dvou hlavních důvodů: přenosu tepla vedením přes stěny výměníků a tlakových ztrát při proudění pracovního plynu v potrubí stroje. Existují také praktická mechanická omezení. Například jednoduchý klikový mechanismus může být upřednostněn před složitějším mechanismem potřebným pro přiblížení k ideálnímu cyklu a omezení způsobená dostupnými konstrukčními materiály jako je reálný plyn použitý jako pracovní, tepelná vodivost, pevnost v tahu, deformace, pevnost v ohybu, a teplota tání materiálu. Často nastolenou otázkou je, zda ideální termodynamický cyklus, jako izotermická expanze a komprese, je opravdu správný ideální oběh použitelný pro Stirlingův stroj. Profesor C. J. Ralis ukázal, že je velmi obtížné představit si nějaké podmínky, kdy se může expanzní a kompresní prostor přiblížit k izotermickému chování a zda není mnohem více realistické představit si je jako adiabatické. V jedné ideální analýze je expanzní a kompresní prostor uvažován jako adiabatický s izotermickým výměníkem tepla a dokonalým regenerátorem. To je Rallisem prezentováno jako lepší ideální měřítko pro Stirlingův stroj. Rallis tento oběh nazývá „pseudo-Stirlingův oběh“ nebo 'ideální adiabatický Stirlingův oběh'. Důležitým důsledkem tohoto ideálního oběhu je, že nepředpokládá Carnotovu účinnost. Dalším poznatkem odvozeným z tohoto ideálního cyklu je, že maximální účinnosti je dosaženo při nízkých kompresních poměrech, což je typický rys pozorovaný u skutečných strojů. V nezávislé práci T. Finkelsteina se také v analýze Stirlingova stroje předpokládá adiabatický expanzní a kompresní prostor.

### Provoz
Vzhledem k tomu, že Stirlingův motor je stroj s uzavřeným cyklem, obsahuje stálou náplň plynu nazývanou „pracovní médium“, nejčastěji vzduch, vodík nebo hélium. Při normálním provozu je stroj utěsněný a množství plynu se v něm nemění. Nejsou potřebné žádné ventily na rozdíl od jiných typů pístových motorů. Stirlingův motor, podobně jako jiné typy pístových motorů, prochází čtyřmi hlavními pracovními fázemi: chlazením, kompresí, ohřevem a expanzí. To je dosaženo přesunováním pracovního plynu tam a zpátky mezi teplým (ohřívačem) a studeným (chladičem) tepelným výměníkem, často přes regenerátor mezi ohřívačem a chladičem. Ohřívač je v tepelném kontaktu s externím zdrojem tepla, jako je například hořák pro spalování paliva. Chladič je v tepelném kontaktu s chladicím médiem jako například vzduchem nebo vodou. Změna teploty způsobí příslušnou změnu tlaku plynu, zatímco pohyb pracovního pístu způsobí expanzi nebo kompresi plynu.
Plyn se chová v souladu s termodynamickými zákony, které popisují, v jakém vzájemném vztahu jsou stavové veličiny plynu tlak, teplota a objem. Když se ohřívá plyn uzavřený v těsném prostoru, jeho tlak roste a působí na pracovní píst, který koná pracovní zdvih a vykonává práci. Když je plyn chlazen, jeho tlak klesá a proto je možné jej opět stlačit při vratném zdvihu s vynaložením menší práce. Z rozdílu práce získané při pracovním zdvihu a spotřebované při vratném zdvihu dostaneme čistou získanou práci na jeden pracovní cyklus.
Dosažení ideálního Stirlingova oběhu je v praxi nemožné. Reálné Stirlingovy stroje jsou v podstatě méně efektivní než Ottův cyklus ve spalovacím motoru. Účinnost Stirlingova motoru je spojena s okolní teplotou: větší účinnost je dosažena, když je okolní teplota (ovlivňující chladič) nižší. Proto je použití tohoto typu motoru méně zajímavé v místech s teplejším klimatem. Stejně jako u jiných motorů s vnějším spalováním, Stirlingovy motory mohou používat jiné zdroje tepla než spalování.
Když je válec stroje otevřený, působí na jednu stranu pístu atmosférický tlak a činnost motoru je mírně odlišná. Při pracovním zdvihu koná plyn práci nejen proti pístu, ale také proti atmosférickému tlaku. Při kompresním zdvihu naopak působí na pracovní plyn píst s podporou atmosférického tlaku.
Pro shrnutí, Stirlingův stroj využívá teplotního rozdílu mezi teplým a studeným koncem pro činnost termodynamického cyklu na uzavřeném pracovním plynu. Plyn při zahřívání expanduje, při chlazení je stlačován. Tak motor transformuje tepelnou energii na mechanickou práci. Větší teplotní diference mezi ohřívačem a chladičem znamená vyšší tepelnou účinnost. Maximální možná tepelná účinnost je rovna účinnosti Carnotova cyklu. Účinnost reálných strojů je však menší z důvodů tření a ostatních ztrát.
Byly vyrobeny motory s velmi malým výkonem, které pracují s teplotním rozdílem menším než 0,5K.
Ve Stirlingově motoru s přehaněčem je pracovní píst a přehaněč. K provozu motoru je nutný teplotní rozdíl mezi spodní a horní částí velkého válce přehaněče. V případě nízkoteplotního Stirlingova motoru může být teplotní rozdíl mezi rukou a okolním vzduchem dostatečný pro práci stroje. Pracovní píst je ve svém válci těsný a svým pohybem nahoru a dolů řídí stlačování vzduchu. Naopak přehaněč je ve svém válci volný a tak podle jeho pohybu může vzduch volně procházet mezi teplým a studeným prostorem. Přehaněč tak svým pohybem nahoru a dolů řídí ohřívání a chlazeni plynu v stroji.
Máme dvě polohy:
1) Když je přehaněč v horní části svého velkého válce. Většina plynu se ve stroji ohřívá a zvětšuje tlak. Ten pohání pracovní píst nahoru a plyn expanduje.
2) Když je přehaněč v dolní části svého velkého válce. Většina plynu ve stroji chladne a tlak se snižuje. Pracovní píst se pohybuje dolů a stlačuje plyn.

### Tlakování
Ve Stirlingových motorech s vysokým výkonem je jak průměrný, tak i minimální tlak nad atmosférickým tlakem. Počáteční natlakování stroje je možné provést kompresorem, z tlakových lahví nebo utěsněním stroje při průměrné teplotě nižší než je průměrná pracovní teplota. Všechny tyto možnosti zvětšují hmotnost pracovního plynu v termodynamickém cyklu. Všechny tepelné výměníky stroje musí být navrženy s nezbytnou velikostí pro zajištění potřebného výkonu přenosu tepla. Pokud jsou tepelné výměníky dobře navrženy, takže zvládnou požadovaný výkon, pak je v prvním přiblížení strojem produkovaný výkon v poměru k průměrnému tlaku určen Westovým a Belaeho číslem. V praxi je maximální tlak také omezen bezpečným tlakem konstrukce stroje. Návrh Stirlingova stroje je určován optimalizací více parametrů, které jsou často ve vzájemném rozporu. Zvětšování výkonu zvyšováním tlaku vyžaduje současné zvyšování přenosu tepla. To je obtížné, protože zvětšování tlaku současně vyžaduje zvětšování tloušťky stěn tlakových částí stroje a to snižuje jejich tepelnou vodivost a přenos tepla.

### Mazání a tření

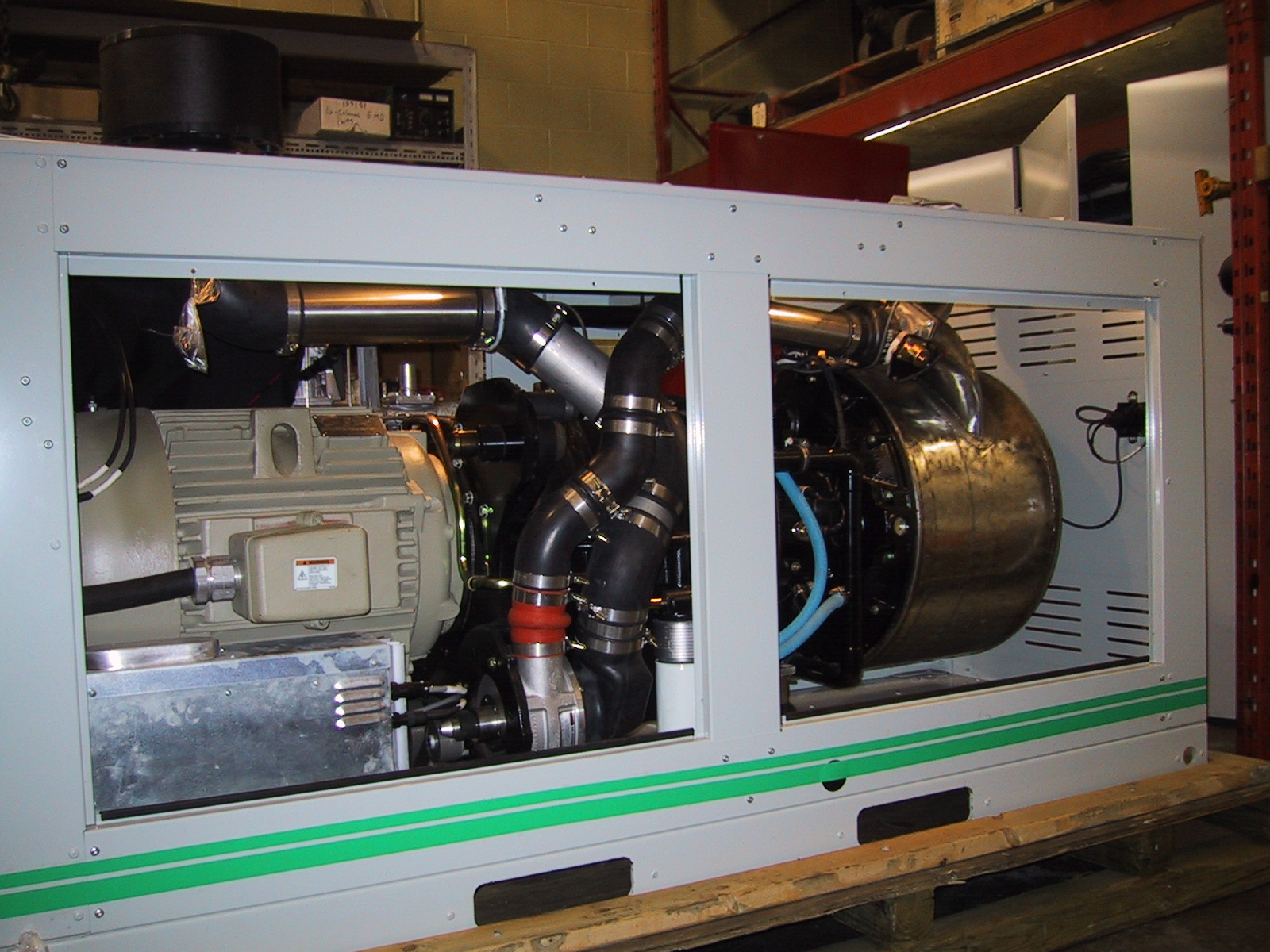
Moderní Stirlingův motor s generátorem s 55 kW elektrickým výkonem pro kombinovanou výrobu tepla a el.proudu

Pokud je použit vzduch jako pracovní plyn nebo je-li jím natlakována kliková skříň, může kyslík při vysoké teplotě a tlaku prudce reagovat s mazacím olejem a přivodit tak výbuch. V důsledku takové exploze zahynula nejméně jedna osoba. Mazadla mohou také zanést tepelné výměníky, zvláště regenerátor. Z těchto důvodů konstruktéři upřednostňují materiály s nízkým koeficientem tření (jako teflon nebo grafit), které nevyžadují mazání, s nízkými normálovými silami na pohyblivé části zvláště na tlakové ucpávky. Některé konstrukce zcela odstraňují třecí části použitím membrán jako těsných pístů. Tyto úpravy snižují u Stirlingových strojů nároky na údržbu a umožňují jim dosáhnout delší životnosti ve srovnání se spalovacími motory.

## Rozbor

### Porovnání s motorem s vnitřním spalováním
V protikladu ke spalovacímu motoru může Stirlingův motor snadněji využít tepla z obnovitelných zdrojů, je tišší a spolehlivější s nižšími nároky na údržbu. Je výhodnější v takových aplikacích, kde se uplatní tyto jejich unikátní vlastnosti a také částečně tam, kde je cena za generovanou energii ($/kWh) důležitější než finanční nároky na jednotku výkonu ($/kW). Podle těchto kritérií jsou Stirlingovy motory cenově konkurenční do výkonu asi 100 kW.
Ve srovnání se spalovacím motorem toho samého výkonu mají Stirlingovy motory větší pořizovací náklady, jsou obvykle větší a těžší. Nicméně jsou účinnější než většina spalovacích motorů. Díky jejich nižším nárokům na údržbu jsou celkové náklady na jednotku energie srovnatelné. Tepelná účinnost je také srovnatelná (pro malé motory), v rozsahu od 15 % do 30 %. Pro aplikace jako je mikrokogenerace jsou často Stirlingovy motory preferovány před spalovacími. Další aplikace jsou při čerpání vody, v kosmonautice a generování el. energie z rozptýlených zdrojů energie jako je sluneční záření, biomasa, zemědělské odpady a další odpady například z domácností. Stirlingovy motory jsou také použity pro pohon ponorek třídy Gotland ve Švédsku. Stirlingovy motory však nemohou konkurovat spalovacím motorům při použití v automobilech pro svoji vysokou cenu na jednotku výkonu, malý výkon na jednotku hmotnosti a vysokou cenu materiálu.
Základní rozbor je založen na uzavřené formě Schmidtovy analýzy.

#### Výhody
- Stirlingův stroj může přímo pracovat s mnoha dostupnými zdroji tepla, ne jen s teplem ze spalování. Může využívat energii sluneční, geotermální, biologické teplo, atomové zdroje nebo odpadní teplo z průmyslových procesů.
- Teplo může být generováno při plynulém spalování v ideálních podmínkách pro tento proces. Tak je možné omezit emise ve srovnání s přerušovaným vnitřním spalováním ve spalovacím motoru.
- Některé typy Stirlingových motorů mají ložiska a ucpávky jen na studené straně motoru. Proto spotřebují méně mazadel a ty mají větší životnost než u jiných typů pístových motorů.
- Mechanické části stroje jsou v některých směrech jednodušší než u ostatních pístových motorů. Nepotřebuje žádné ventily a hořák může být relativně jednoduchý. Jednoduché motory mohou být vyrobeny z běžně dostupných materiálů.[59]
- Stirlingovy motory užívají pracovní látku jen v plynném skupenství udržovanou na tlaku blízko tlaku návrhového. Při dobré konstrukci je nízké nebezpečí exploze. Pro porovnání - parní stroje užívají dvě skupenství: vodu a páru. Při poruše pojišťovacího ventilu tak může dojít k explozi.
- V některých případech, kdy je pracovní tlak nízký, je možné použít válce z lehkého materiálu.
- Při použití v ponorkách mohou pracovat tiše a bez zdroje vzduchu.
- Startují snadno (i když pomalu a až po zahřátí) a jsou účinnější při studeném počasí na rozdíl od spalovacích motorů. Ty startují rychle v teple, ale při studeném počasí obtížně.
- Stirlingův motor pro pohon čerpadla může být chlazen přímo čerpanou vodou. Při čerpání studené vody tak má vyšší účinnost.
- Jsou univerzální. Mohou být použity pro kogeneraci v zimě a v létě pro chlazení.
- Teplo z chlazení je snadno využitelné (ve srovnání s odpadním teplem spalovacích motorů) při kogeneraci.

#### Nevýhody

##### Velikost a cena
- Konstrukce Stirlingova motorů vyžaduje použití výměníků pro přívod a odvod tepla. Výměníky musí být navrženy na tlak pracovního plynu, který je úměrný výkonu stroje. Výměník ohřívače často pracuje při velmi vysokých teplotách, takže jeho materiál musí být odolný vůči těmto teplotám, musí odolávat korozivnímu prostředí hořáku a deformacím. Požadavek na takové materiály obvykle podstatně zvyšuje cenu stroje. Materiál a výrobní náklady výměníku ohřívače obvykle tvoří 40 % ceny celého stroje.[53]
- Všechny termodynamické cykly vyžadují pro dosažení vysoké účinnosti vysoké teplotní rozdíly. V motoru s vnějším spalováním je vždy teplota ohřívače vyšší nebo rovna expanzní teplotě pracovního plynu. To znamená, že metalurgické požadavky na ohřívač jsou velmi náročné. To je podobné u spalovací turbíny, ale rozdílné u zážehového nebo vznětového spalovacího motoru, kde expanzní teplota může daleko přesahovat metalurgické limity použitých materiálů, protože teplo neprochází přes stěny motoru a materiál je tak vystaven teplotám blíže průměrným teplotám pracovního plynu a může byt také účinně chlazen. Stirlingův cyklus není v současnosti dosažitelný. Skutečné cykly ve Stirlingových strojích mají menší účinnost než je teoretický limit. Účinnost je také menší, když je okolní teplota vyšší. Motor tak mívá lepší účinnost ve studeném prostředí, jako například v severských zemích v zimě.
- Odvod tepla je zvláště obtížný, protože pro zvýšení tepelné účinnosti je nutné teplotu chladiče udržovat co nejnižší. To zvětšuje velikost výměníku chladiče a značně zvětšuje velikost motoru. Spolu s cenou materiálu to byl jeden z důvodů, proč nebyl Stirlingův motor využit při pohonu dopravních prostředků. Pro jiné použití, jako například v lodní dopravě a u stacionárních kogeneračních jednotek, není vysoký výkon na kilogram nutný.[60]

##### Výkon
- Stirlingovy motory, zvlášť ty, které pracují na malé teplotní diferenci, jsou velmi velké v porovnání s výkonem, který produkují (mají nízký specifický výkon). Hlavním důvodem je nízký součinitel přenosu tepla vedením pro plyny, který omezuje tepelný výkon dosažitelný ve výměnících tepla. Ten je u chladiče obvykle 500 W/(m2·K), a u ohřívače okolo 500–5000 W/(m2·K).[52] Proto je mnohem výhodnější přenášet teplo do a z motoru s pracovním plynem, jak se to děje ve spalovacích motorech. Povrch (a cena) výměníku tepla na 1 kW roste s druhou mocninou 1/delta T (převrácené hodnotě teplotní diference na výměníku) a tu je nutné udržovat co nejmenší kvůli termodynamické účinnosti. Proto je měrná cena motorů s nízkým teplotní rozdílem mezi ohřívačem a chladičem velmi vysoká. Snaha o zvětšování výkonu vede k zvětšování teplotních rozdílu a pracovního tlaku. Výměníky tepla jsou pak navrhovány s vysokým tepelným zatížením, aby byly schopny přenést dostatek tepla.
- Stirlingovy motory nemohou startovat okamžitě. Potřebují doslova nahřát. To platí pro všechny motory s vnějším spalování, ale pro Stirlingovy motory může být čas ohřevu delší než pro jiné typy jako třeba pro parní stroj. Nejlepší využití Stirlingova stroje je pro dodávku konstantního výkonu.
- Stirlingův stroj udržuje stálý výkon závislý na tlaku pracovního plynu a rozdílu teplot mezi ohřívačem a chladičem. Konstrukce umožňující rychlé změny je proto obtížná a vyžaduje použití dalších mechanismů. Obvykle je výkon řízen změnou zdvihu přehaněče, změnou množství pracovního plynu (změnou jeho tlaku) nebo změnou fázového úhlu mezi pracovním pístem a pístem přehaněče. V jednoduchých případech změnou zatížení motoru. Tato vlastnost není tak nevýhodná v hybridním elektrickém pohonu nebo při stálém zatížení, kde je konstantní výkon žádaný.

##### Výběr pracovního plynu
Použitý pracovní plyn by měl mít malou tepelnou kapacitu. Dané množství přeneseného tepla pak vede k větší změně tlaku. V souladu s tímto předpokladem by nejlepším pracovním plynem bylo helium pro jeho velmi nízkou tepelnou kapacitu. Vzduch je použitelný pracovní plyn, ale kyslík ve velmi stlačeném vzduchu v kombinaci s hořlavými mazadly může způsobit výbuch. Po jednom takovém případě, aby se zabránilo tomuto riziku, propagoval Philips použití jiných plynů.
- Vodík s nízkou viskozitou a velkou tepelnou vodivostí je nejlepším pracovním plynem pro dosažení vysokého výkonu, primárně pro možnost vysoké rychlosti motoru. Pro svoji nízkou molekulární hmotnost je snadno absorbován a lehce difunduje, zvláště při vysoké teplotě. H2 tak může unikat i přes kovové materiály ohřívače. Difuze přes uhlíkatou ocel je příliš velká, aby zde byl vodík použitelný. Přijatelný může být pro takové materiály, jako je hliník nebo nerezavějící ocel. Také některé druhy keramiky značně omezují difúzi. Pro udržení tlaku uvnitř stroje bez nutnosti doplňování ztrát pracovního plynu jsou nutné hermetické tlakové nádoby. Pro motory s vysokým teplotním rozdílem mohou být nutné pomocné systémy pro doplňování vysoce stlačeného pracovního plynu. Použitá může být tlaková láhev nebo generátor plynu. Vodík může být generován elektrolyticky z vody nebo reakcí páry se žhavým uhlíkem, zplyněním uhlovodíkového paliva nebo reakcí kyseliny s kovem. Vodík také může způsobit křehnutí kovů. Vodík je hořlavý plyn, který je nebezpečný, pokud se dostane mimo stroj.
- Nejdokonalejší Stirlingovy motory, jaké byly vyvinuty ve vládních laboratořích Spojených států, používají jako pracovní plyn helium, protože jeho účinnost a hustota výkonu jsou blízké vodíku s menším omezením na použitý materiál. Helium je inertní plyn, což odstraňuje nebezpečí požáru. Helium je poměrně drahé a musí být dodáváno v tlakových lahvích. Při jednom testu na Stirlingově motoru GPU-3 bylo zjištěno, že při použití vodíku místo hélia byla o 5 % větší absolutní a o 24 % relativní účinnost.[62] Výzkumník Allan Organ předvedl, že dobře navržený vzduchový motor je teoreticky stejně účinný jako vodíkový nebo heliový, ale je mnohokrát méně výkonný na jednotku objemu.
- Některé motory používají jako pracovní plyn vzduch nebo dusík. Dosahují sice mnohem menší výkonové hustoty (což zvyšuje cenu), ale, co je praktičtější, minimalizují problémy s udržením a doplňováním plynu (což snižuje cenu). Použití stlačeného vzduchu v kontaktu s mazivy zvyšuje nebezpečí výbuchu kvůli vysokému parciálnímu tlaku kyslíku. Kyslík může být ze vzduchu odstraněn oxidačními reakcemi nebo může být použit stlačený dusík, který je skoro inertní a velmi bezpečný.
- Další použitelné plyny lehčí než vzduch jsou methan a čpavek.

## Použití
Stirlingovy stroje jsou využitelné od topení a chlazení až k pohonu ponorek (například švédská třída Gotland). Stirlingův stroj může pracovat reverzně jako tepelné čerpadlo pro chlazení a topení. Další použití zahrnuje: kogenerace elektřiny a tepla, solární kolektory, Stirlingovy kryogenické generátory, tepelná čerpadla, námořní motory a motory pro malé tepelné spády.

## Alternativy
Jako náhrada za Stirlingovy motory pro převod tepelné energie na elektrický proud může být použit termočlánek. Ten má sice výrazně menší tepelnou účinnost (jen 5-10 %), ale může být užitečný v situacích, kdy je důležitá vysoká spolehlivost a malé rozměry. Termočlánek nemá na rozdíl od Stirlingova motoru pohyblivé části, které by se mohly porouchat, ani médium, které by mohlo uniknout.